# Томислав Стојичић
Др Томислав Стојичић (Велес, 1934 — Лесковац, 2019) био је лекар-гинеколог.

## Биографија
Рођен је 1934. године у Велесу. Медицински факултет је завршио 1963. године у Београду. Од 1967. године почиње специјализацију из гинекологије и акушерства. Огроман део специјализације обавља код прим. др Оскара Киша, који је био несебичан учитељ, педагог, врсни оператор и акушер. Стицао је знање из оперативне хирургије од прим. др В. Теокаревића, др Д. Гавриловића и прим. др М. Павловића. Завршетак специјализације у трајању од шест месеци обавио је у ГАК-у „Народни фронт" код проф. др Драгомира Младеновића. По завршетку шестомесечног курса из ексфолијативне цитологије. 1965. године у Онколошком диспанзеру долази др Томислав Стојичић, уједно и први стални лекар диспанзера. Специјалистички испит положио је 27. маја 1971. године. Као специјалиста наставио је да рад у Гинеколошко-акушерском одељењу лесковачке болнице бавећи се оперативним захватима из највишег домена гинеколошке хирургије: Wertheim-Meigs, вулвектомије, поремећене статике гениталних органа и др. Био је шеф одсека и начелник Одељења гинекологије и начелник Гинеколошко-акушерске службе од 1984-85. Поново постаје начелник службе од 28. новембра 1990. године решењем број 3247/328 и на тој дужности остаје до пензионисања 1999. године. Велики број лекара на специјализацији образовао је из гинеколошке хирургије. Обучавао је и друге специјализанте који су у програму имали стаж на гинеколошком одељењу. На клиникама у Нишу и Београду били су запажени лекари на специјализацији по великом броју оперативних захвата и доброј хируршкој школи. Ментор из гинекологије и акушерства на факултетима у Нишу и Београду.
Прим. др Томислав Стојичић је објавио преко 40 стручних радова. У три мандатна периода био је члан председништва Подружнице СЛД и председник у периоду од 1992. до 1996. године: Био је члан комисије за доделу звања примаријус и члан уредништва часописа  Подружнице „Apollinem Medicum et Aesculapium". У више мандата је био члан Председништва ГАС Српског лекарског друштва, председништва Секције за стерилитет и фертилитет, као и секције за цитологију. Један од иницијатора и члан Управног одбора научног друштва за историју здравствене културе Србије. Организатор је Другог састанка секције гинеколога и акушера Републике Србије и Републике Македоније. За допринос у раду  подружнице и ГАС добитник је више признања: диплома (1973 и 1993), плакета (1986), повеља (1989), Повеља удружења гинеколога и опстетичара Југославије (1977), повеља  СЛД поводом 50 година од оснивања Подружнице у Лесковцу, медаље „др Никола Хаџи-Николић" (1998). Гинеколошко-акушерско одељење добило је по други пут медаљу „др Никола Хаџи-Николић" 1995. године.